# Olympische Sommerspiele 2008/Teilnehmer (Senegal)
| Gelbes Symbol für Goldmedaillen mit stilisierten Olympischen Ringen | Graues Symbol für Silbermedaillen mit stilisierten Olympischen Ringen | Braundes Symbol für Bronzemedaillen mit stilisierten Olympischen Ringen |
| ------------------------------------------------------------------- | --------------------------------------------------------------------- | ----------------------------------------------------------------------- |
| —                                                                   | —                                                                     | —                                                                       |

Senegal nahm an den Olympischen Sommerspielen 2008 in Peking mit zwölf Athleten an sieben Sportarten teil. Es waren die zwölften Olympischen Sommerspiele für Senegal.

## Teilnehmer nach Sportarten

### Fechten
- Abdoulaye Thiam
Degen Einzel, Männer
- Mamadou Keïta
Degen Einzel, Männer
- Nafi Toure
Degen Einzel, Frauen

### Judo
- Deguy Bathily Diegy
Klasse über 100 kg
- Hortense Diédhiou
Klasse bis 52 kg
- Cecile Hanne
Klasse bis 63 kg
- Gisele Mendy
Klasse bis 70 kg

### Kanu
- Assane Dame Fall
K-1 Herren, 500 m & K-1 Herren, 1000 m
- Khathia Ba
K-1 Damen, 500 m

### Leichtathletik
- Abdoulaye Wagne
800 m, Männer
- Ndiss Kaba Badji
Weitsprung & Dreisprung, Männer

### Ringen
- Adama Diatta
Freistil, Klasse bis 55 kg, Herren

### Schwimmen
- Binta Zahra Diop
100 m Schmetterling, Frauen
- Malick Fall
100 m Brust, Männer

### Taekwondo
- Bineta Diedhiou
Klasse bis 49 kg